# Teodoro Sampaio (San Paolo)
Teodoro Sampaio è un comune del Brasile nello Stato di San Paolo, parte della mesoregione di Presidente Prudente e della microregione omonima.